# Lady Fornazza
Lady Fornazza (Pedras Grandes, 15 de dezembro de 1932 — Braço do Norte, 13 de julho de 2008) foi um político brasileiro.

## Vida
Filho de João Fornazza e de Cecília Guarezemim Fornazza. Casou com Lídia Becker Fornazza, consórcio do qual nasceram seis filhos.

## Carreira
Foi prefeito municipal de Braço do Norte, de 1973 a 1977.
Foi sepultado no Cemitério Municipal de Braço do Norte.